# Afrapia
Afrapia – wymarły rodzaj błonkówek z rodziny Maimetshidae i podrodziny Maimetshinae. Obejmuje dwa opisane gatunki. Żyły w późnej kredzie.

## Taksonomia
Rodzaj i oba jego gatunki opisane zostały po raz pierwszy w 2009 roku przez Aleksandra Rasnicyna i Denisa Brothersa na łamach „African Invertebrates”. Opisu dokonano na podstawie datowanych na turon w kredzie skamieniałości, odnalezionych w Orapie na terenie Botswany. Nazwa rodzajowa to połączenie słów Africa i Orapa. Michael S. Engel w 2016 roku sklasyfikował ów rodzaj w plemieniu Maimetshini w obrębie nowej podrodziny Maimetshinae.
Do rodzaju zalicza się dwa opisane gatunki:
- Afrapia globularis Rasnitsyn et Brothers, 2009 – opisany na podstawie pojedynczej skamieniałości samicy. Epitet gatunkowy oznacza po łacinie „kulista”.
- Afrapia variicornis Rasnitsyn et Brothers, 2009 – opisany na podstawie skamieniałości samicy (holotyp) i trzech skamieniałości samców (paratypy). Epitet gatunkowy oznacza po łacinie „zmiennoczułkowa”.

## Morfologia
Błonkówki o przysadzistym ciele. Głowa miała niemal kompletne żeberko potyliczne i niezmodyfikowane, zbudowane z od 15 do 20 członów czułki. Krótkie przedplecze miało szeroko, łukowato wygiętą tylną krawędź. Śródtułów miał prawie równoległe w przebiegu notauli, wykształconą bruzdę środkową i linie parapsydialne. Skrzydło przednie miało liniowatą pterostygmę o długości nie mniejszej od żyłki 1Rs. Jego użyłkowanie cechowało się nieodbiegającą szerokością od pterostygmy komórką kostalną, sektorem radialnym biorącym początek w odległości od pterostygmy równej połowie jej długości, bardzo długim drugim odcinkiem żyłki Rs+M, żyłką 1rs-m długą i położoną bliżej r-rs niż 2Rs+M oraz stykającą się z sektorem radialnym wcześniej niż r-rs, brakiem żyłki 2m-cu, obecnością trzech komórek submarginalnych, wyraźnie szypułkowatą na przedzie komórką 2rm i prawie kwadratową komórką 3rm. Krótka metasoma miała ścięty lub zaokrąglony przód i zaokrąglony do zaostrzonego tył. Ostatni jej sternit nie był wydłużony. U samicy występowało wąskie, dość krótkie, acz sięgające wyraźnie poza szczyt metasomy pokładełko o wyprostowanym lub nieco ku dołowi zagiętym kształcie.
A. globularis miała ciało długości 3,9 mm. Okrągława głowa miała czułki o biczyku złożonym z co najmniej 15–16 coraz krótszych, zwężonych ku szczytowi członów. Skrzydło przednie miało około 2,8 mm długości i cechowało się krótszą niż odległość między sektorem radialnym a żyłką 2r-rs pterostygmą. Proste, w widoku grzbietowym równoległoboczne pokładełko miało osłonkę długości 1,1 mm, tak długą jak odległość od nasady pterostygmy do wierzchołka komórki 3r.
A. variicornis miała ciało długości 4,3 mm w przypadku samicy i od 3,1 do 3,8 mm w przypadku samców. Głowa miała duże, prawie kwadratowe oczy złożone i wąskie skronie. Czułki cechował kulisty trzonek i złożony z co najmniej 19 coraz krótszych i nieco ku szczytowi zwężonych członów. Skrzydło przednie miało około 2,8 mm długości u samicy i od 2,2 do 2,4 mm długości u samców. Cechowało się nie krótszą niż odległość między sektorem radialnym a żyłką 2r-rs pterostygmą. Krótkie i wąskie, nieco ku dołowi zagięte pokładełko miało osłonkę długości 0,6 mm, tak długą jak pterostygma.

## Paleoekologia
Owady te występowały w klimacie umiarkowanym z zachowaną zmiennością pór roku. Zamieszkiwany przez nie rejon leżał w kredzie późnej dalej na południe, co sprzyjało podtrzymaniu umiarkowanego klimatu. Środowiskiem ich były wilgotne lasy o dużych opadach, nieodległe od wód, acz okresowo trawione przez pożary. Siedlisko to cechowało się dużą różnorodnością flory i entomofauny. Rosły tu paprotniki, miłorzębowce z rodzaju Ephedripites oraz liczne okrytonasienne, w tym z takich grup jak radziliszkowate, wawrzynowate, oczarowate, ukęślowe i skalnicowce. Spośród owadów rozpoznano w skamieniałościach z Orapy większość ich współczesnych rzędów, w tym ważki, prostoskrzydłe, skorki, karaczany, pluskwiaki, chrząszcze, sieciarki, błonkówki i muchówki. Same Maimetshidae oprócz Afrapia reprezentowały także rodzaje Afromaimetsha i Maimetshorapia.